# Mohamed Nouri Jouini
Mohamed Nouri Jouini (arabe : محمد النوري الجويني), né le 13 octobre 1961 à Tunis, est un universitaire et homme politique tunisien. Il est ministre de la Planification et de la Coopération internationale entre septembre 2002 et février 2011, au sein du premier et du second gouvernement de Mohamed Ghannouchi.

## Biographie

### Famille et études
Mohamed Nouri Jouini étudie à l'Institut des hautes études commerciales de Tunis, à l'Institut supérieur de gestion de Tunis rattachée à l'université de Tunis et enfin, à l'université de l'Oregon, aux États-Unis, où il obtient un doctorat d'État en sciences du management,.

### Carrière professionnelle
Il commence à travailler à l'Institut supérieur de gestion de l'université de Sousse, où il est maître de conférences. Un an plus tard, il en devient le directeur.

### Carrière politique
En 1996, il devient attaché à la présidence de la République ; un an plus tard, il devient conseiller auprès du président Zine el-Abidine Ben Ali. Il devient secrétaire d'État auprès du ministre du Développement économique, chargé de la Privatisation, le 24 janvier 2001 ; il conserve son poste jusqu'à sa nomination au poste de ministre.
Il est ministre du Développement et de la Coopération internationale à partir de septembre 2002. À la suite de la révolution de 2011, il conserve son poste, en tant que ministre de la Planification et de la Coopération internationale, dans le gouvernement de Mohamed Ghannouchi. Comme plusieurs de ses collègues ainsi que le Premier ministre, il annonce sa démission le 27 février.

## Vie privée
Il est marié et père de deux enfants.

## Distinctions
- Officier de l'Ordre de la République tunisienne (2002)[5] ;
- Grand officier (2006[6]) puis grand cordon (2009[7]) de l'Ordre du 7-Novembre (Tunisie) ;
- Étoile d'or et d'argent de l'Ordre du Soleil levant (2019, Japon)[8].